# Tiếng Tương
Tiếng Tương (chữ Hán giản thể: 湘语, phồn thể: 湘語, Hán-Việt: Tương ngữ), còn gọi là tiếng Hồ Nam (chữ Hán: 湖南话, Hán-Viêt: Hồ Nam thoại), là một trong những nhóm ngôn ngữ chính của các ngôn ngữ Hán, được dùng chủ yếu tại tỉnh Hồ Nam, cũng như tại phía bắc tỉnh Quảng Tây và một số nơi tại Quý Châu, Hồ Bắc. Các học giả chia tiếng Tương thành 5 nhóm là Lâu Thiệu, Trường Ích, Thần Tự, Hành Châu và Vĩnh Toàn.
Tiếng Tương có vai trò quan trọng trong lịch sử Trung Quốc hiện đại, đặc biệt như phong trào Tự Cường (自强運動), một trăm ngày Duy Tân (百日維新), Cách mạng Tân Hợi, Quốc-Cộng nội chiến lần thứ hai. Một số nhân vật nói tiếng Tương (tiếng Hồ Nam) nổi tiếng như Mao Trạch Đông, Tả Tông Đường, Hoàng Hưng,...

## Lịch sử

### Cổ đại
Thời Tần và Hán, phía Đông tỉnh Hồ Nam là nước Trường Sa. Người dân nơi đó nói tiếng Nam Sở, tổ tiên của tiếng Tương ngày nay.

### Trung đại và hiện đại
Thời Đường, di dân phương Bắc tiếp tục di cư đến Hồ Nam. Tới thời Nguyên, phong trào khởi nghĩa của nông dân làm thiệt hại dân số Hồ Nam. Thời Minh, dân nói tiếng Cám từ Giang Tây di cư nhiều tới Hồ Nam làm tiếng Tương bị ảnh hưởng, phát sinh ra tiếng Tân Tương ở phía Bắc Hồ Nam.
Huyện Toàn Châu ở địa cấp thị Quế Lâm, tỉnh Quảng Tây xưa kia thuộc tỉnh Hồ Nam. Thời Minh, huyện này bị chia sang tỉnh Quảng Tây, khiến Toàn Châu trở thành huyện có nhiều người nói tiếng Tương ở Quảng Tây.

## Phân loại

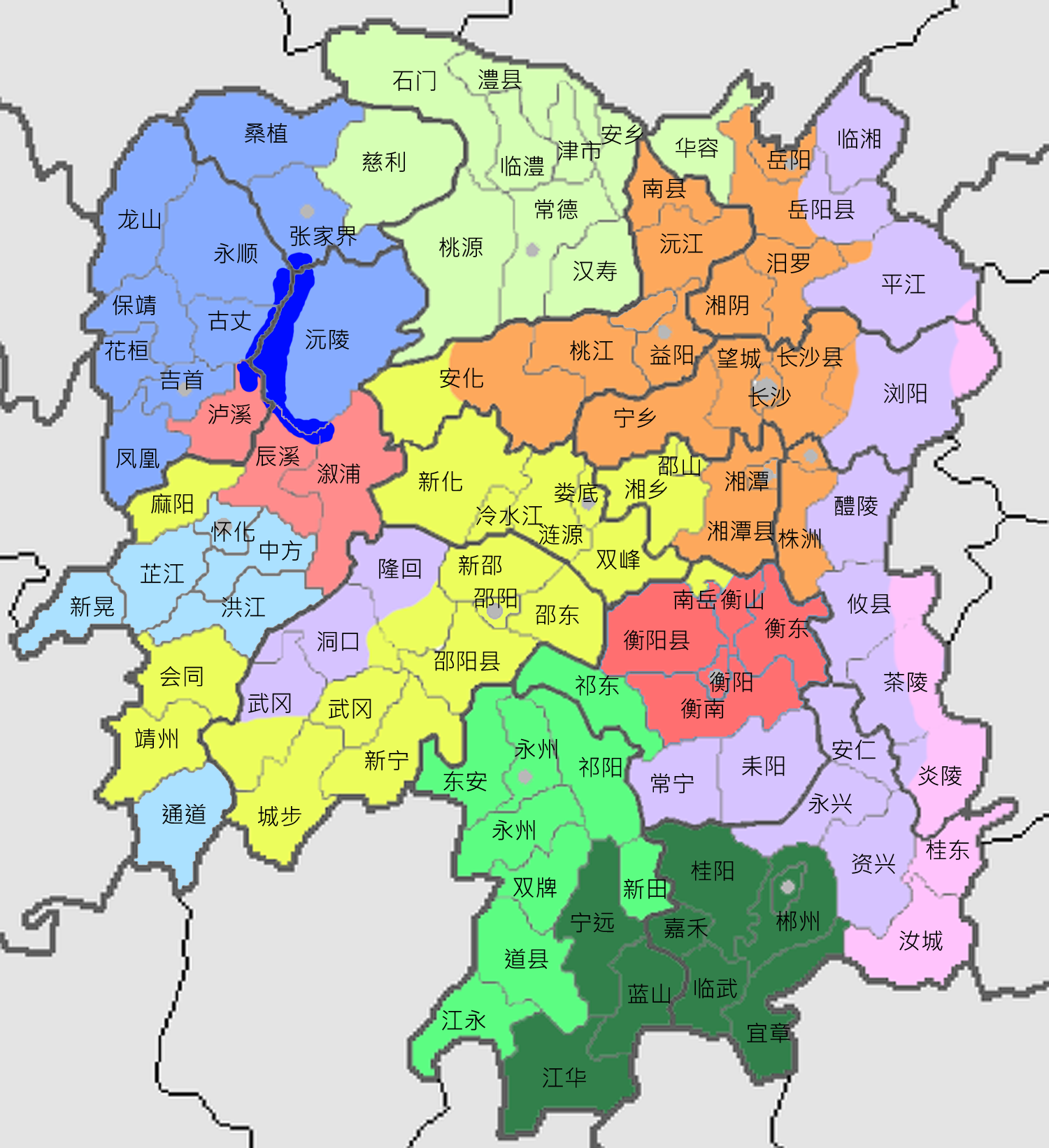
Các phương ngữ ở tỉnh Hồ Nam. Tiếng Tương tô màu vàng.

Tiếng Tương bị ảnh hưởng bởi tiếng Quan thoại khá mạnh. Bên cạnh đó, nó bị chia làm tiếng Tương mới (màu xanh lam) với phương ngữ đại diện là tiếng Trường Sa; tiếng Tương cũ (màu vàng đậm) với phương ngữ đại diện là tiếng Song Phong.